# Nagykanizsa Demons
I Nagykanizsa Demons sono stati una squadra di football americano di Nagykanizsa, in Ungheria, fondata nel 2005 e chiusa nel 2009.

## Dettaglio stagioni

### Amichevoli
| Stagione | Vin | Par | Per | Tot | PF  | PS | avversaria                        |
| -------- | --- | --- | --- | --- | --- | -- | --------------------------------- |
| 2005     | 2   | 0   | 0   | 2   | 73  | 24 | Zala Predators, Budapest Wolves 2 |
| 2006     | 1   | 0   | 0   | 1   | 21  | 18 | North Pest Vipers                 |
| 2007     | 0   | 0   | 1   | 1   | 6   | 22 | Zagreb Thunder                    |
| 2008     | 0   | 0   | 1   | 1   | 0   | 20 | Zala Predators                    |
| Totale   | 3   | 0   | 2   | 5   | 100 | 84 |                                   |

### Tornei nazionali

#### Campionato

##### MAFL/Divízió I
| Stagione | regular season | regular season | regular season | regular season | regular season | regular season | playoff | playoff | playoff | playoff | playoff | playoff    | playoff           |
|          | Vin            | Par            | Per            | Tot            | PF             | PS             | Vin     | Per     | Tot     | PF      | PS      | risultato  | avversaria        |
| -------- | -------------- | -------------- | -------------- | -------------- | -------------- | -------------- | ------- | ------- | ------- | ------- | ------- | ---------- | ----------------- |
| 2005     | 0              | 0              | 3              | 4              | 34             | 197            | 0       | 1       | 1       | 2       | 72      | Semifinale | Budapest Wolves 2 |
| 2006     | 1              | 0              | 3              | 4              | 121            | 133            | -       | -       | -       | -       | -       | -          | -                 |
| 2007     | 0              | 0              | 4              | 4              | 67             | 116            | -       | -       | -       | -       | -       | -          | -                 |
| 2008     | 1              | 0              | 4              | 5              | 93             | 197            | -       | -       | -       | -       | -       | -          | -                 |
| Totale   | 2              | 0              | 14             | 16             | 315            | 643            | 0       | 1       | 1       | 2       | 72      |            |                   |

Fonti: Enciclopedia del Football - A cura di Massimo Mezzetti

##### Divízió II
| Stagione | regular season | regular season | regular season | regular season | regular season | regular season | playoff | playoff | playoff | playoff | playoff | playoff   | playoff    |
|          | Vin            | Par            | Per            | Tot            | PF             | PS             | Vin     | Per     | Tot     | PF      | PS      | risultato | avversaria |
| -------- | -------------- | -------------- | -------------- | -------------- | -------------- | -------------- | ------- | ------- | ------- | ------- | ------- | --------- | ---------- |
| 2009     | 2              | 0              | 2              | 4              | 69             | 77             | -       | -       | -       | -       | -       | -         | -          |
| Totale   | 2              | 0              | 2              | 4              | 69             | 77             | -       | -       | -       | -       | -       |           |            |

Fonti: Enciclopedia del Football - A cura di Massimo Mezzetti

### Riepilogo fasi finali disputate
| Anno            | Luogo    | Evento | Fase del torneo | Incontro                               | Risultato |
| 6 novembre 2005 | Budapest | MAFL   | Semifinale      | Budapest Wolves 2 - Nagykanizsa Demons | 72 - 2    |